# Kranz Peak
Il Kranz Peak, (in lingua inglese: Picco Kranz), è un picco roccioso antartico, alto 2.680 m, situato 11 km a nordovest del Monte Przywitowski, tra le testate del Ghiacciaio Holdsworth e del Ghiacciaio Bartlett, nei Monti della Regina Maud, in Antartide. 
La denominazione è stata assegnata dall'Advisory Committee on Antarctic Names (US-ACAN) in onore del comandante Arthur C. Kranz, ufficiale dello staff meteorologico dell'U.S. Naval Support Force in Antartide durante l'Operazione Deep Freeze della U.S. Navy nel 1966 e 1967.